# Macrorhynchus groenlandicus
Macrorhynchus groenlandicus är en plattmaskart som först beskrevs av Levinsen 1873, och fick sitt nu gällande namn av Graff 1882. Macrorhynchus groenlandicus ingår i släktet Macrorhynchus och familjen Polycystididae. Inga underarter finns listade i Catalogue of Life.